# Placida Viel
Eulalie-Victoire Viel, in religione madre Placida (Quettehou, 26 settembre 1815 – Saint-Sauveur-le-Vicomte, 4 marzo 1877), è stata una religiosa francese. Seconda superiora generale delle suore delle Scuole Cristiane della Misericordia, è stata beatificata da papa Pio XII nel 1951.

## Biografia
Nel 1835 abbracciò la vita religiosa tra le suore delle Scuole Cristiane della Misericordia dell'abbazia di Saint-Sauveur-le-Vicomte, dove già viveva una sua zia: fu questuante e maestra delle novizie.
Alla morte di Maria Maddalena Postel, fondatrice dell'istituto, la Viel venne chiamata a succederle come superiora generale della congregazione. Governò la congregazione fino alla morte.

## Il culto
La sua causa di canonizzazione venne introdotta nel 1925: dichiarata venerabile nel 1941, è stata proclamata beata da papa Pio XII il 6 maggio 1951.
La sua memoria liturgica si celebra il 4 marzo.